# صفا هادی

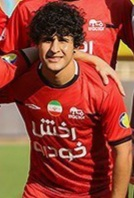
صفا هادی در تراکتور

صفا هادی عبدالله (به عربی: صفاء هادی؛ زادهٔ ۱۴ اکتبر ۱۹۹۸) بازیکن فوتبال اهل عراق است که در پست هافبک برای نیروی هوایی در لیگ ستارگان عراق و تیم ملی عراق بازی می‌کند.

## آمار ملی

### بازی‌های ملی
تا تاریخ ۱۲ اکتبر ۲۰۲۱
| عراق  | عراق | عراق |
| سال   | بازی | گل   |
| ----- | ---- | ---- |
| ۲۰۱۸  | ۶    | ۰    |
| ۲۰۱۹  | ۲۱   | ۰    |
| ۲۰۲۱  | ۱۰   | ۱    |
| مجموع | ۳۷   | ۱    |

### گل‌های ملی
| شماره | تاریخ       | میزبان | بازی ملی | حریف   | نتیجه | رقابت                  |
| ----- | ----------- | ------ | -------- | ------ | ----- | ---------------------- |
| ۱     | ۷ ژوئن ۲۰۲۱ | عراد   | ۳۲       | کامبوج | ۴–۱   | مقدماتی جام جهانی ۲۰۲۲ |

## افتخارات
الزورا
قهرمان  لیگ برتر فوتبال عراق ۲۰۱۸ 
قهرمان حذفی فوتبال عراق 2017    